# Сурендра
Сурендра Бир Бикрам Шах Дев (20 октября 1829 — 17 мая 1881) — Король Непала с 12 мая 1847 по 17 мая 1881 года. Когда премьер-министр Джанг Бахадур Рана заставил отречься короля Рахендру, Сурендра вступил на престол. В период его правления усиливалась политическая роль семейства Рана. Сам король фактически был обречён на роль марионетки в руках Рана. После смерти ему наследовал сын Притхви.